# Couture
Pour les articles homonymes, voir Couture (homonymie).

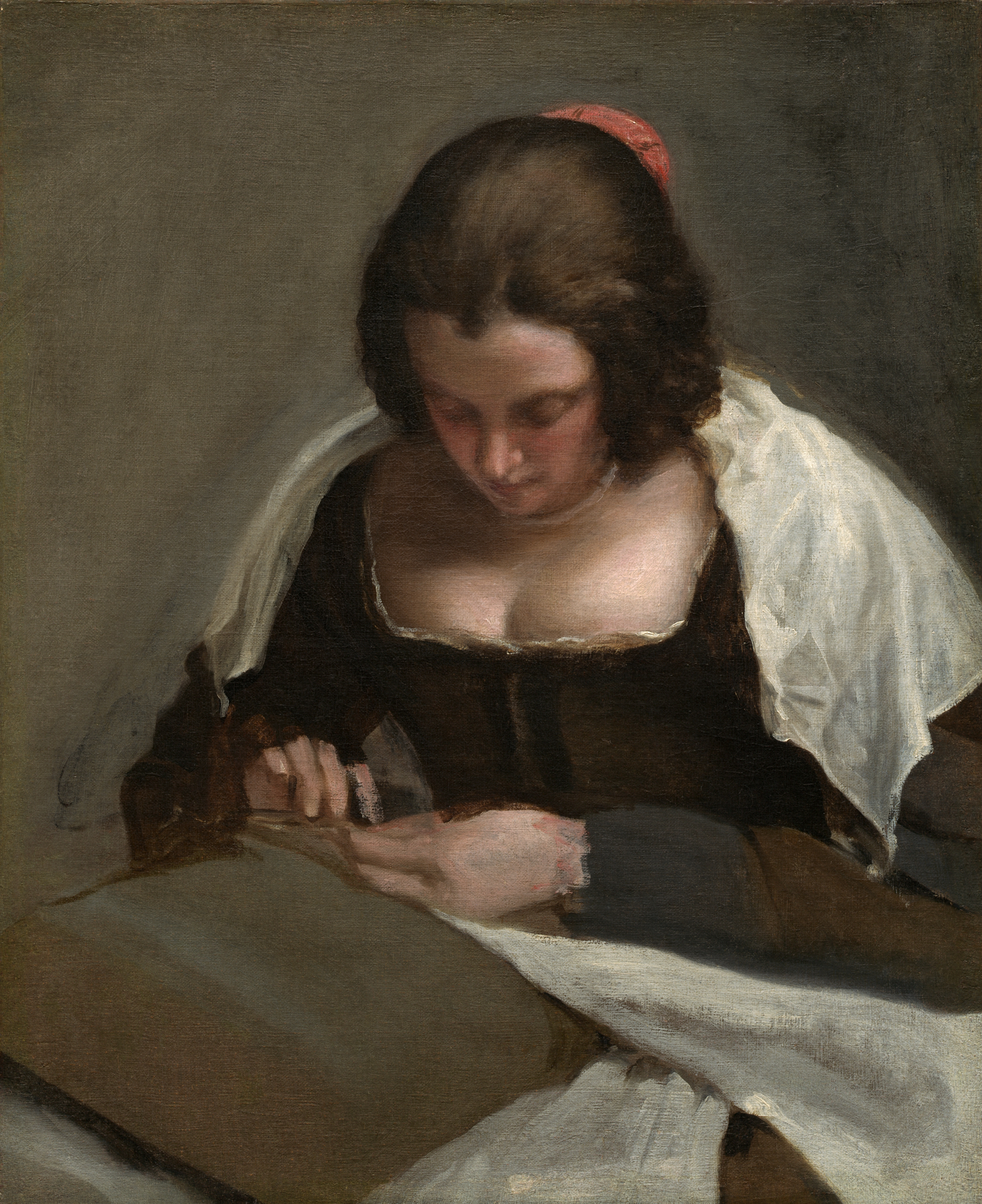
La couturière - Diego Velázquez - XVIIe siècle).

Une couture est l'assemblage de deux ou plusieurs pièces à l'aide de fil à coudre, soit manuellement avec une aiguille, soit en utilisant une machine à coudre ou une surjeteuse. La couture est utilisée dans la fabrication des vêtements, du linge de maison (draps, mouchoirs, ...), des éléments de décoration (nappes, rideaux, tentures, ...), des chaussures, de la maroquinerie (bagages, sacs, ...). La première utilisation connue du mot daterait du XIVe siècle.
La couture des bords des plaies et incisions contribue en chirurgie à la rapidité et qualité de leur cicatrisation. On parle dans ce domaine de « suture », certains des fils utilisés ont la particularité d'être dégradés par le corps (« fils résorbables »), comme l'est le catgut.

## Métier

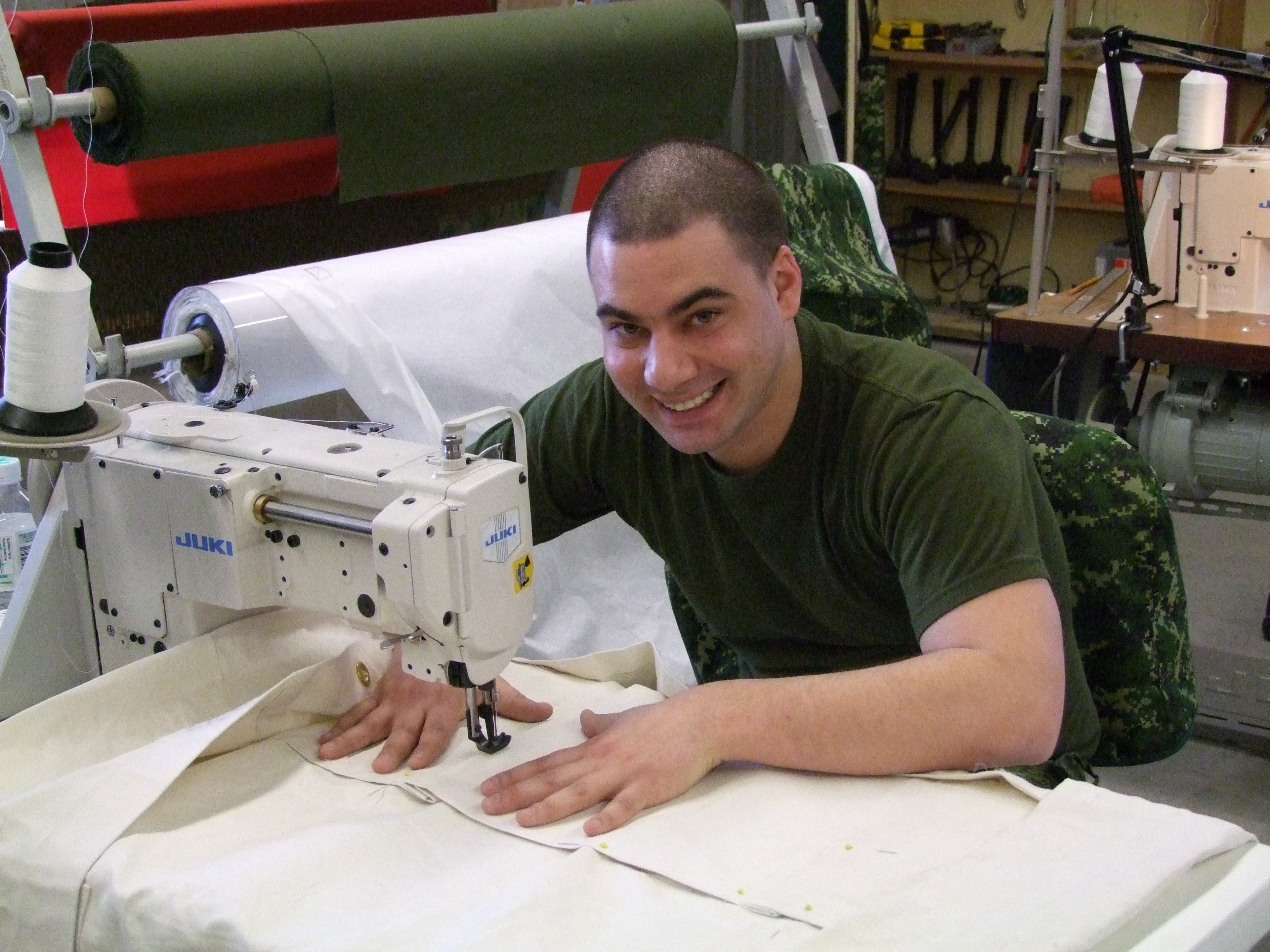
Un militaire qui coud une tente d'armée.

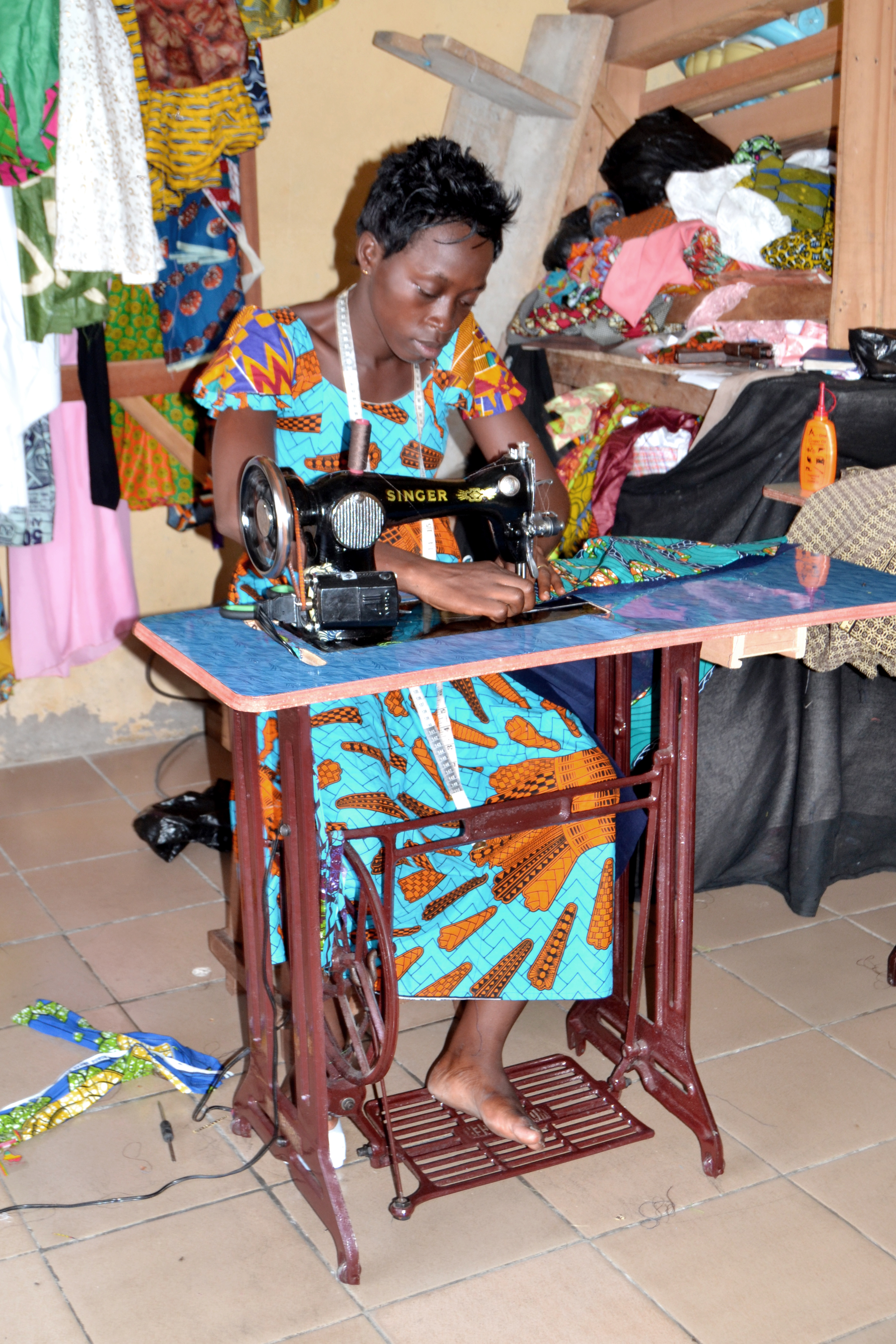
Couturière

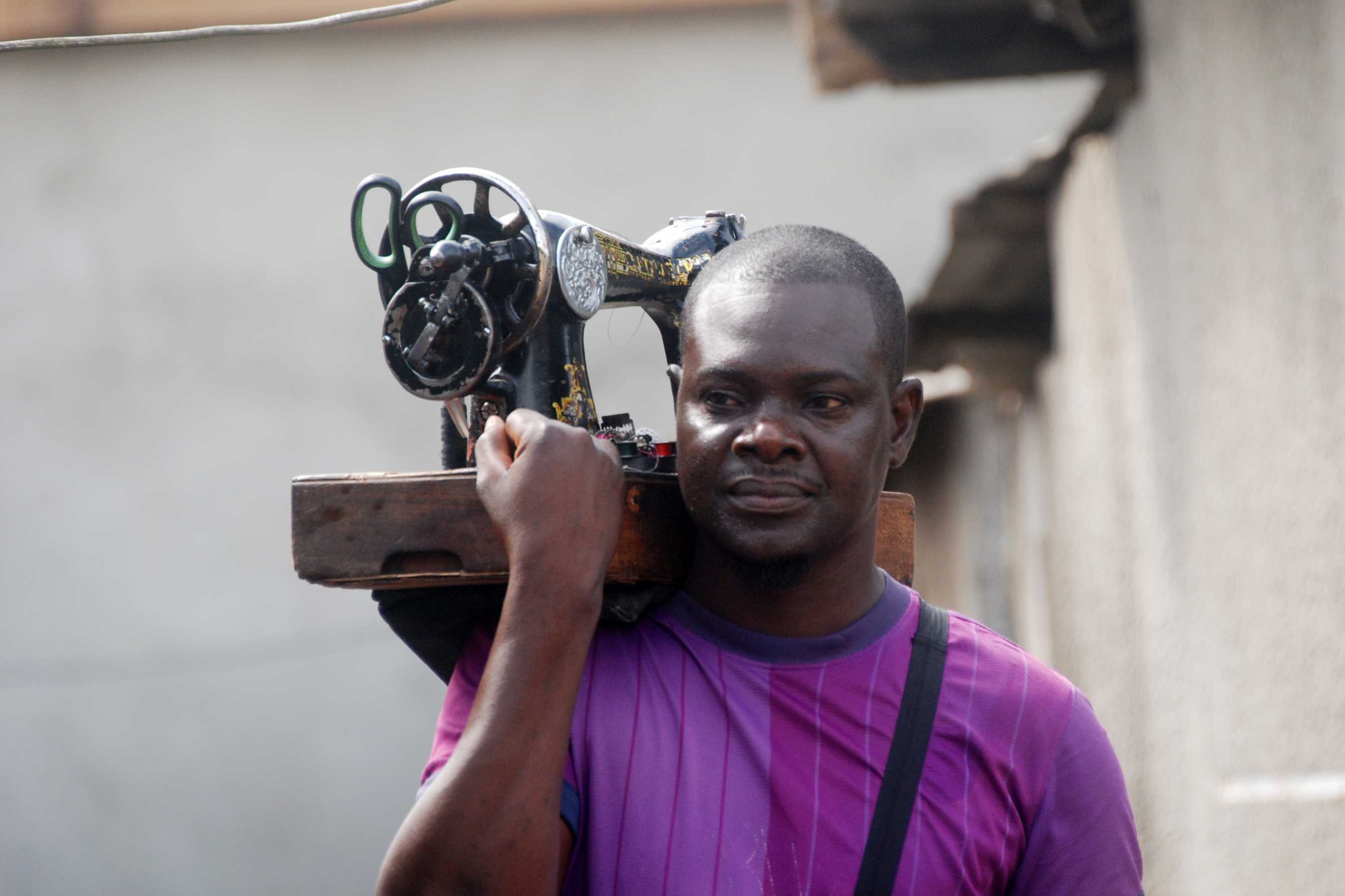
Un couturier ambulant dans les rues de Yopougon, une commune d'Abidjan en Côte d'Ivoire

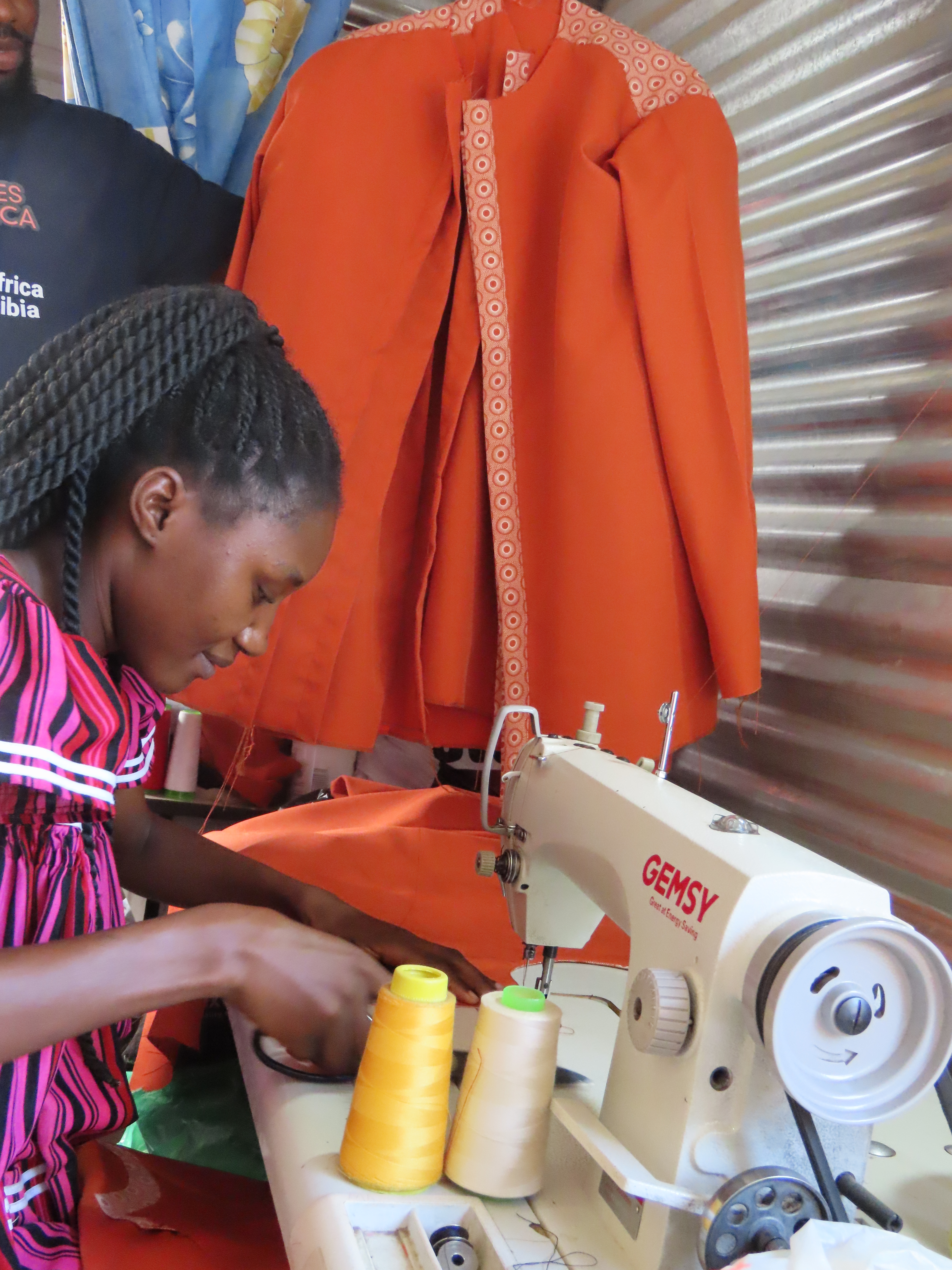
Une couturiere

La couture est un métier, mais aussi un loisir. Le professionnel qui pratique la couture est appelé un couturier (ou une couturière). Ses principales tâches sont la confection, la retouche ou l'ajustement de vêtements. Généralement, le couturier est appelé à exercer son métier dans un établissement spécialisé en couture, chez un teinturier, dans une manufacture de vêtements, ou encore dans une boutique de vêtements habillés, lesquelles emploient habituellement leurs propres couturiers. Toutefois, on retrouve la pratique de la couture dans différents corps de métiers, notamment chez les militaires, chez les techniciens des matériaux ou encore dans les industries fabriquant des produits qui nécessitent l'assemblage de textiles comme les tentes, abris, cerfs-volants, courroies, harnais, étuis, métiers du spectacle, etc.
Sur le plan historique, en France, la corporation des couturières existe depuis la fin du XVIIe siècle, période où les corporations passèrent complètement sous l'autorité du roi. Par l'édit du 13 mars 1673, Louis XIV prescrivit la constitution en communauté de tous les métiers dans les villes et bourgs. C'est à cet édit que la corporation des couturières de Paris doit son existence.
« Il n'appartiendra qu'aux marchands maîtres tailleurs, disaient les statuts des tailleurs de 1660, de faire et vendre toutes sortes d'habits et accoutremens généralement quelconques à l'usage d'hommes, de femmes et d'enfants ». Cependant les tailleurs employaient beaucoup d'ouvrières ; beaucoup de femmes, d'autre part, faisaient de la couture pour leur compte personnel malgré les statuts. Les couturières, au nombre peut-être de 3.000 à Paris, furent comprises en 1673, dans la liste des métiers de Paris à ériger en corporation. Ce ne fut toutefois qu'en 1675 que le roi ordonna la création, ayant entendu « la demande de plusieurs femmes et filles appliquées à la couture pour habiller jeunes enfans et femmes et ayant montré que ce travail était le seul moyen de gagner honnêtement leur vie » ; ces femmes suppliaient qu'on érigeât leur métier en communauté. Elles représentaient qu'« il estait assez dans la bienséance et convenable à la pudeur et à la modestie des femmes et filles de leur permettre de se faire habiller par des personnes de leur sexe lorsqu'elles le jugeront à propos, que d'ailleurs l'usage s'était tellement introduit parmi les femmes et filles de toute condition de se servir des couturières pour faire leurs jupes, robes de chambres, etc. ; que nonobstant les saisies qui estoient faites par les jurez tailleurs et les condamnations prononcées contre les couturières, elles ne laissoient pas de travailler… ». Les couturières furent en effet constituées en communauté et purent légalement servir leur clientèle et faire concurrence aux maîtres tailleurs qui restèrent, il est vrai, investis exclusivement du droit de confectionner le corset et le vêtement de dessus. Cet épisode donne une idée des mille rivalités de métiers et des entraves au travail qui étaient alors la conséquence de l'organisation corporative.

## Conception d'un vêtement

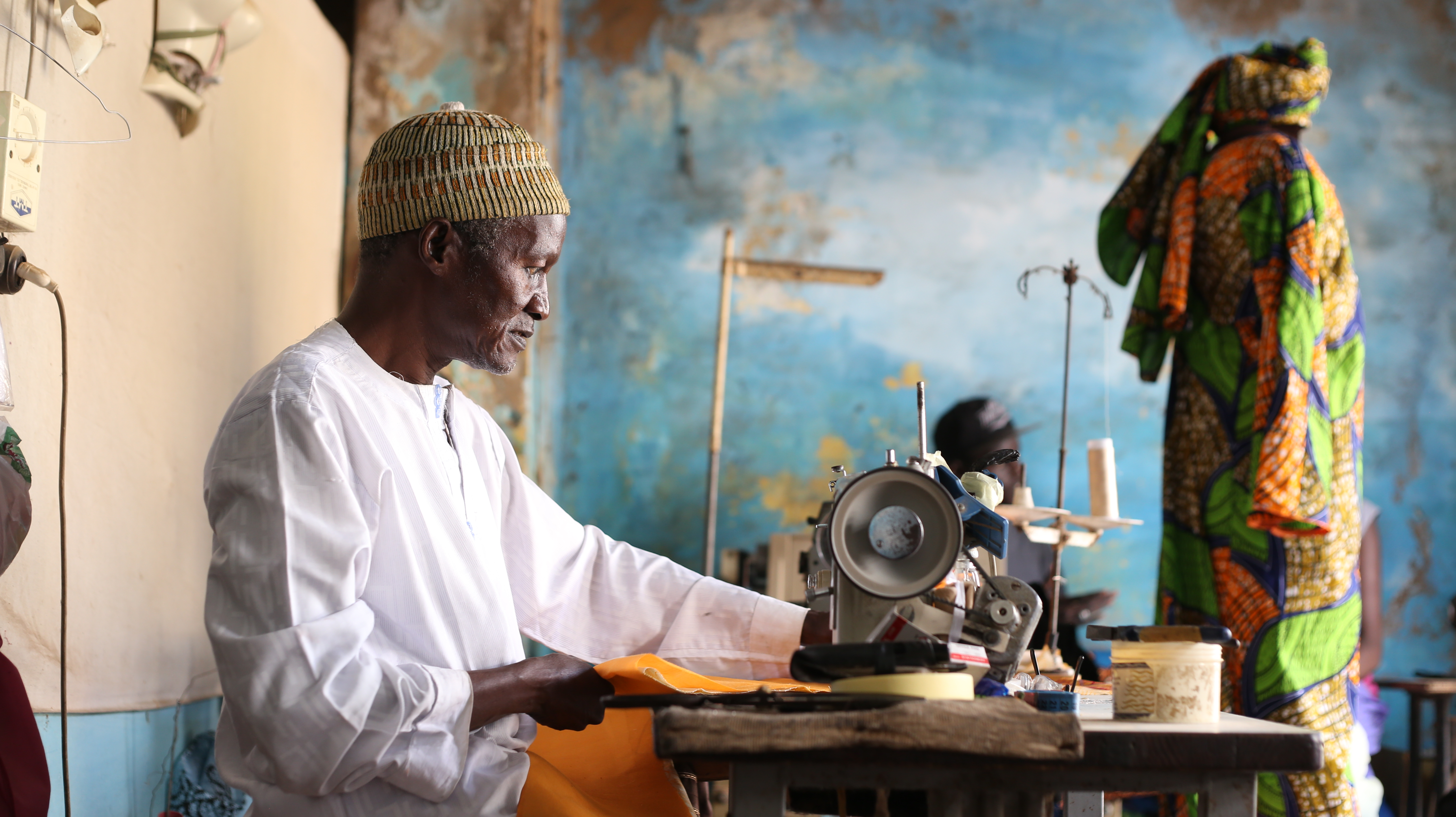
Concepteur de vêtement à Saint-Louis en 2015.

La conception d'un vêtement n'est pas le fruit du hasard : le vêtement qui l'habille a des règles d'architectures précises que même le plus grand des créateurs devra suivre. Ainsi, pour créer un vêtement, un couturier a deux possibilités : soit il utilise la technique du moulage qui consiste à utiliser un mannequin pour mouler le vêtement dessus et ainsi lui donner la forme voulue ; soit il utilise la technique de la coupe à plat qui consiste à tracer le vêtement sur papier (soit à plat d'où le nom de cette technique). Il existe diverses méthodes de coupe à plat et plusieurs ouvrages lui sont consacrés. Une fois que le vêtement est entièrement tracé sur papier, on obtient un patron qui servira à couper les diverses pièces de tissu nécessaires à l'assemblage du vêtement.

## Types de points et de coutures

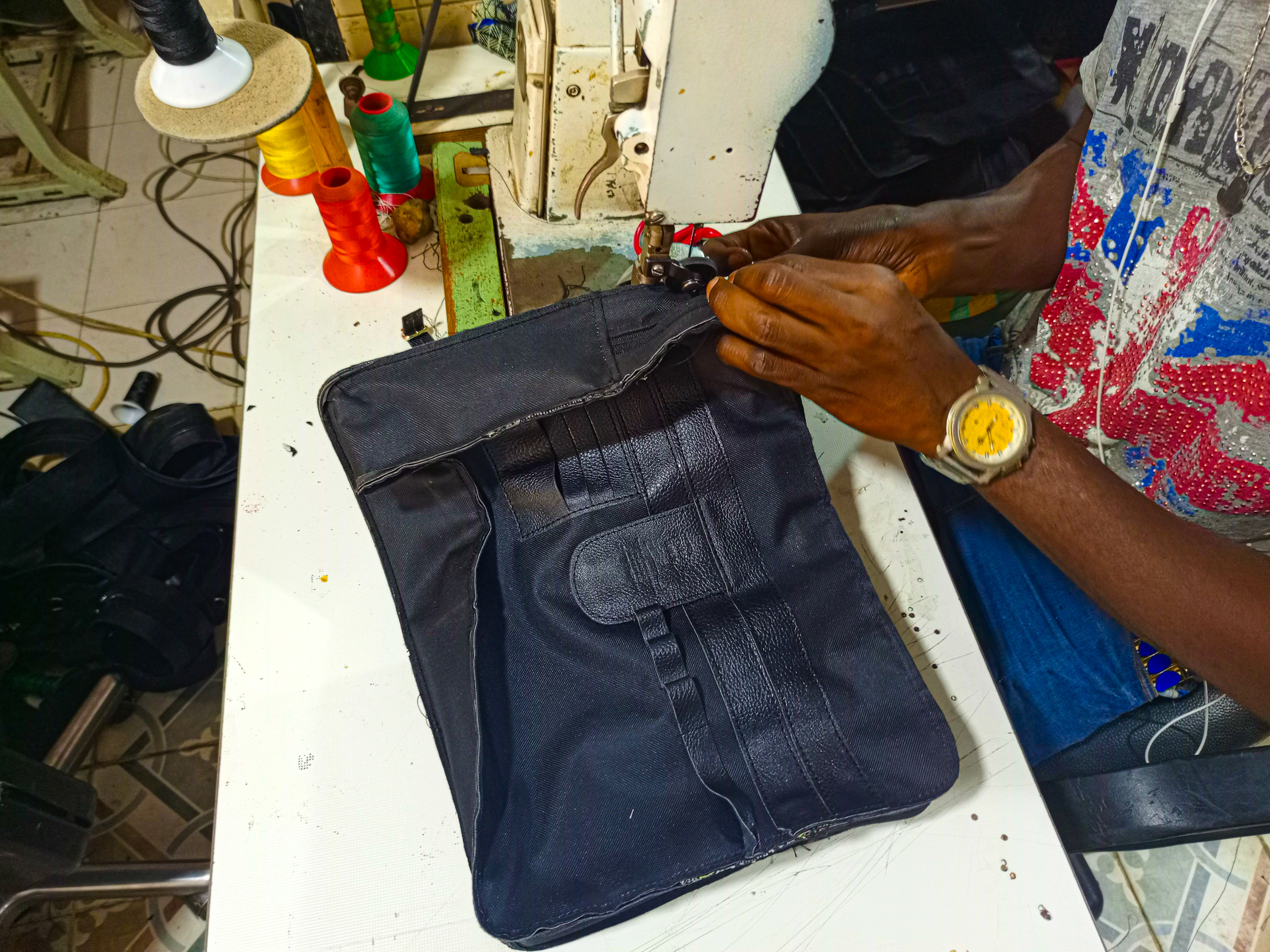
Couture de sac pour ordinateur au Village artisanal de Soumbedioune.

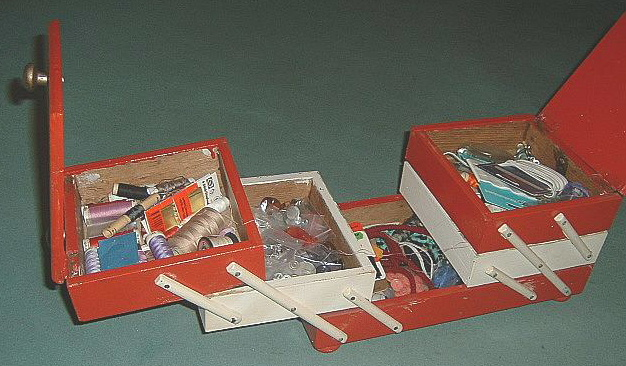
Boite de couture (~ 1955).

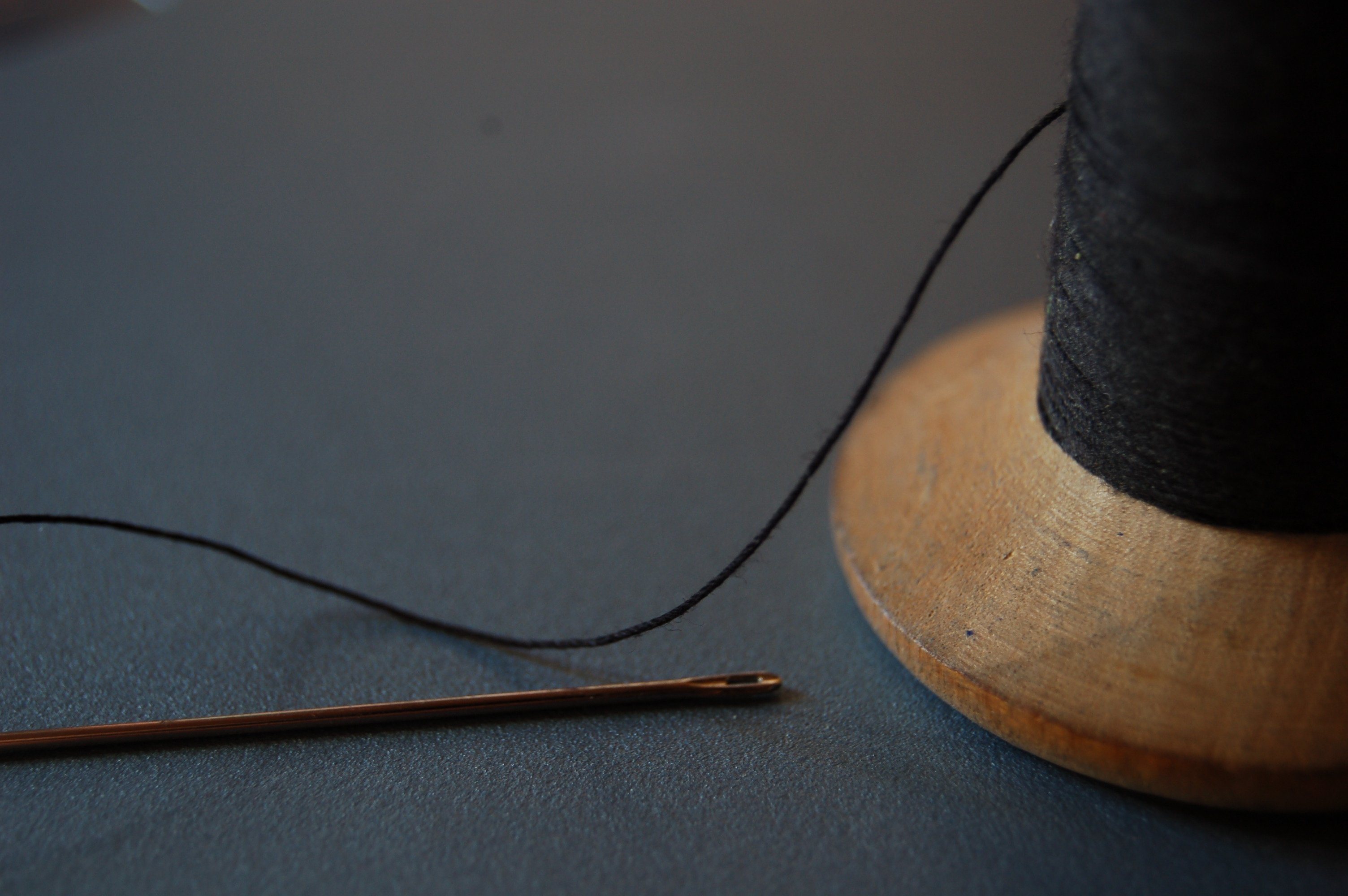
Du fil et une aiguille.

Les types de points incluent : point de bâti ou faufilage, surfilage, surjet, surpiquage, reprisage, point devant, point arrière, point de piqûre, point de chausson, point de côté ou point caché ; et « points fantaisie » qui incluent point de croix, point de feston, point de tige, point de chaînette, jours et nids d'abeille. Les types de coutures, eux, incluent : simple, anglaise, rabattue, plate, paritieux (parisienne) et couchée.

## Matériel

### Accessoires et éléments
Les accessoires de couture incluent généralement : bouton, fermeture à glissière, fil à coudre, galon, patron, velcro et bande en biais. Les éléments du vêtement peuvent être basque, boutonnière (voir bouton), bretelle, capuche, ceinture, col, épaulette, manche, manchette, poche, parementure, emmanchure et encolure.

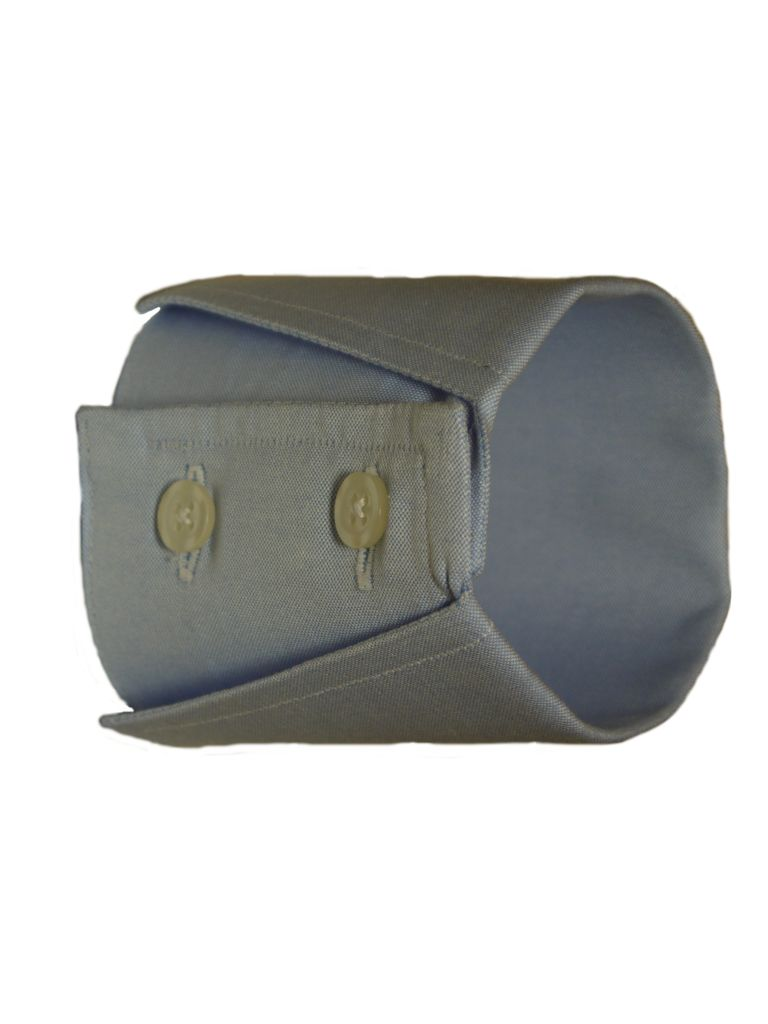
Manchette

### Outils
Les outils de couture incluent : aiguille à coudre, aiguille à tricoter, dé à coudre, épingle, épingle de sûreté, ciseaux à couture, machine à coudre, machine à tricoter, mètre ruban, surjeteuse, découseur ou découd-vite, porte épingles, pique-aiguille, étui à aiguilles, enfile-aiguille, œuf à repriser, machine à couture, bobine colorée et craie pour tissu, règle à patchwork, perroquet de couture.

## Histoire
L'histoire de la couture remonte à l'Ère Paléolithique, à la fin du solutréen et au magdalénien, il y a 21 000 ans, quand se répand l'usage des aiguilles à chas en os et en ivoire. La couture servait habituellement à lier point par point des peaux animales dans le but de concevoir des vêtements ou des abris. Les Inuits, par exemple, utilisaient le tendon du caribou en guise d'aiguille à tricoter ; les peuples indigènes des plaines américaines utilisaient des méthodes de coutures sophistiquées pour assembler les tipis. La couture s'est associée aux tissages des feuilles en Afrique pour créer des paniers. L'assemblage de vêtements à base de fibres naturelles provient du Moyen-Orient aux alentours de 4 000 ans av. J-C., voire plus tôt durant l'Ère Néolithique, en plus de la couture des vêtements.
Au Moyen Âge, les européens employaient des couturières et tailleurs. En ce temps, la couture était principalement effectuée par les femmes. Pour la majorité des peuples, le vêtement coûtait cher et les femmes devaient alors les coudre pour allonger leur durée de vie. La couture était également utilisée pour la maintenance.

Les costumes suisses. R.H. Füssli, 1830

En 1830, le manufacturier Barthélemy Thimonnier invente le premier métier à coudre.
Vers la fin du XIXe siècle, l'anglais Charles Frederick Worth invente en France la haute couture — terminologie faisant de nos jours l'objet d'un décret pour son usage restrictif — et devient le premier grand couturier.
En 2020, le phénomène du confinement (lié au Covid-19), et plus généralement du faire soi-même, fait renaître l'attrait pour cet art manuel. En effet, les ventes de machines à coudre augmentent de 30 % en France, tandis que les cours en lignes, les tutoriels et les ateliers pratiques se développent.